# Kelly Schafer
Kelly Schafer (nacida Kelly Wood, Dundee, 8 de abril de 1981) es una deportista británica que compitió por Escocia en curling.
Ganó tres medallas en el Campeonato Mundial de Curling entre los años 2007 y 2017, y cuatro medallas en el Campeonato Europeo de Curling entre los años 2007 y 2017.
Participó en tres Juegos Olímpicos de Invierno, en los años 2006 y 2018, ocupando el quinto lugar en Turín 2006 y el séptimo en Vancouver 2010, en la prueba femenina.

## Palmarés internacional
| Representando a Escocia |                        |                   |        |
| Campeonato Mundial      |                        |                   |        |
| Año                     | Lugar                  | Medalla           | Prueba |
| 2007                    | Aomori (Japón)         | Medalla de bronce | Equipo |
| 2010                    | Swift Current (Canadá) | Medalla de plata  | Equipo |
| 2017                    | Pekín (China)          | Medalla de bronce | Equipo |
| Campeonato Europeo      |                        |                   |        |
| Año                     | Lugar                  | Medalla           | Prueba |
| 2007                    | Füssen (Alemania)      | Medalla de plata  | Equipo |
| 2010                    | Champéry (Suiza)       | Medalla de plata  | Equipo |
| 2016                    | Renfrew (Reino Unido)  | Medalla de bronce | Equipo |
| 2017                    | San Galo (Suiza)       | Medalla de oro    | Equipo |